# Хана Хегерова
Ха̀на Хѐгерова (на словашки и чешки: Hana Hegerová), с рождено име Ка̀рмен Ма̀рия Щѐфания (Бѐатрикс) Фа̀ркашова (Carmen Mária Štefánia (Beatrix) Farkašová) (20 октомври 1931 г., Братислава – 23 март 2021 г., Прага), е словашко-чешка певица и актриса.
Нейните песни в по-голямата си част са в жанра шансон, поради което е наричана често „некоронясаната кралица на чехословашкия шансон“. Чуждестранни критици я наричат „Голямата дама на шансона“, „Пиаф от Прага“, както и „Шансонерката със славянска душа“.

## Биография
Ражда се в семейството на Ян Фаркаш – банков директор от еврейски произход. От майчина страна произхожда от старо и известно семейство от Челкова Лехота (окръг Поважка Бистрица) в северозападната част на Словакия. Първият ѝ доведен брат Рамон е от първия брак на баща ѝ, а вторият ѝ доведен брат Петер Пажитни е от втория брак на майка ѝ Мария с доктора по медицина П. Пажитни.
От 1937 до 1942 г. посещава балетната школа към Словашкия народен театър в Братислава, а по-късно ходи на частни уроци по пеене при професор Р. Роснер. На 15-годишна възраст започва да се увлича по музиката, излъчвана по американското радио в Щутгарт, което излъчва и суинг. След като завършва гимназията в Комарно през 1950 г., иска да следва висше образование в Икономическия университет в Братислава, но желанието ѝ е осуетено поради класовия ѝ произход, затова започва работа като счетоводителка в машиностроителните заводи на „Шкода“ в Комарно и като учителка в местното специализирано училище.
От 1951 до 1953 г. учи в драматичния отдел към Държавната консерватия в Братислава, от която се дипломира. Учи я и актьорът Ладислав Худик. От 1953 до 1958 г. има изяви в театър „Петър Илемницки“ в Жилина. През 1954 г. играе главната роля във филма Frona под псевдонима Хана Челкова и същата година сключва брак с театралния режисьор Далибор Хегер. Следващата година се ражда синът им Матуш. Бракът им трае само три години – до 1957 г. Синът на двойката е отгледан от баща си, понеже Хегерова се отдава на кариерата си и живее на квартира.
Същата година я забелязва Юрай Берчелер – капелмайстор на оркестъра към братиславското кабаре „Татра ревуе“, който ѝ предлага да стане певица. Хегерова приема предложението и с това започва певческата ѝ кариера. Участва на конкурс за пражкия театър „Рококо“, в който е приета и работи от 1958 до 1961 г, а от 1962 до 1966 г. – в театър „Семафор“. С колегите от „Семафор“ играе и във филма мюзикъл Kdyby tisíc klarinetů („Ако хиляда кларинета“) на режисьора Ян Рохач. На нейно място в театъра в началото на 90-те години идва певицата Рената Дрьослер, която приема и нейния репертоар.
През 1965 г. заедно с Мирослав Хорничек изнася рецитала H&H '65. След като изявите ѝ в театъра приключват, започва да изнася самостоятелни концерти предимно в чужбина (Белгия, Германия, Швейцария). Като театрална и филмова актриса използва шансони както от чехословашки, така и от чуждестранни автори, като Едит Пиаф, Жак Брел и други.
Постига големи международни успехи за изпълненията си на оригинални и чужди шансони. Следва поредица от успешни изпълнения както в Чехословакия, така и в чужбина. През 1963 г. се класира на второ място след Ева Пиларова в читателската анкета „Златен славей“ (Zlatý slavík) за най-популярни изпълнители, а през 70-те години е редовно в първата десетка. С френски репертоар изнася концерт през 1967 г. в зала „Олимпия“ в Париж, което ѝ носи прозвището „Пиаф от Прага“ от чуждия печат, и на Световното изложение в Монреал. В Германия започват да се издават нейни плочи, участва в телевизионни предавания в ГДР.
В края на 70-те и началото на 80-те години прекарва половин година в затвора за това, че на нейна сметка е преведена погрешка по-голяма сума пари, която в действителност принадлежи на Карел Гот. Хегерова допуснала, че става дума за хонорар от Германия, и го приела. Съдът оценява случая като присвояване.
На 12 август 2011 г. обявява края на концертната си кариера.
Единственият ѝ син Матуш умира през октомври 2015 г.
Умира на 23 март 2021 на 89-годишна възраст в болницата „Немоцнице На Хомолце“ в Прага поради усложнения след претърпяно счупване на бедрената кост.

## Сътрудничество
През кариерата си Хегерова работи заедно с композитора Петър Хапка и поета и писател Михал Хорачек. През 80-те години неин текстописец е Павел Копта (1930 – 1988). Текстове за нея пише и Иржина Фикейзова. И двамата пишат както свои, така и преводни текстове.
От 1965 до 1990 г. ѝ съпровожда пианистът и композитор Милан Дворжак. По-късно работи заедно с композитора Петър Маласек, който в продължение на две десетилетия ѝ съпровожда със своя състав. Заедно изнасят около 2500 концерта. През 1994 г. Хегерова и Маласек изнасят концерт в Щутгарт заедно с джазовия контрабасист Роберт Балзар.

## Дискография

### Студийни албуми
- 1966 – Šansony
- 1967 – Ich – Hana Hegerová
- 1971 – Recital
- 1972 – So geht es auf der Welt
- 1974 – Recital 2
- 1974 – Fast ein Liebeslied
- 1975 – Wir für euch
- 1977 – Lásko prokletá
- 1987 – Potměšilý host
- 1987 – Chansons
- 2010 – Mlýnské kolo v srdci mém